# 柳克马约尔
柳克马约尔（西班牙語：Lluchmayor）是西班牙巴利阿里群岛的一个市镇。总面积327平方公里，总人口24277人（2001年），人口密度74人/平方公里。